# 수선화 (드라마)
《수선화》는 MBC에서 1974년 6월 17일부터 1974년 12월 30일까지 방영한 일일드라마이다.
한편, 이 드라마의 인기와 더불어 오민수 역을 맡은 이정길은 굉장한 인기를 얻어 동료 탤런트들 사이에서 인기스타로 불렀다.

## 등장 인물
- 김자옥 : 한지선 역
- 이정길 : 오민수 역
- 김영애
- 정욱
- 박근형 : 지선 남편 역
- 김용림
- 현석 : 완호 역
- 김수미 : 완호 아내 역
- 박원숙 : 미스 민(간호사) 역
- 정애란 : 외할머니 역
- 박규채
- 유병희 : 시어머니 역

## 수상
- 1974년 제2회 한국방송대상 TV부문 여자연기상 - 김자옥